# Men of War (Film)
Men of War ist ein US-amerikanischer Spielfilm aus dem Jahr 1994.

## Handlung
Nick Gunar ist ein Ex-Söldner, der von einer Gruppe von Wirtschaftsbossen angeworben wird. Sein Auftrag: Er soll die Bewohner einer Insel dazu zwingen, ihr Land zu verkaufen, damit die Firma wertvolle Mineralien abbauen kann. Die Gruppe entzweit sich jedoch auf der Insel: Die Gruppe um Nick hilft der indigenen Bevölkerung, die Gruppe um Colonel Merrick und Keefer will den Auftrag beenden. Ein blutiger Kleinkrieg beginnt.

## Drehort
Der Film wurde größtenteils in der Nähe von Krabi, Thailand gedreht. Ganz in der Nähe verfilmte Danny Boyle 1999 „The Beach“ mit Leonardo DiCaprio in der Hauptrolle.

## Sonstiges
In dem Film treffen die Schauspieler Trevor Goddard und Catherine Bell als Widersacher aufeinander. Auch in der Serie JAG – Im Auftrag der Ehre spielen die beiden über mehrere Staffeln hinweg gemeinsam und haben dabei ein gespanntes Verhältnis.
Die Uncut-Version des Films war in Deutschland bis Ende 2015 indiziert. Nach einer Neuprüfung im Januar 2016 wurde der Film ungekürzt ab 18 Jahren freigegeben. Es existieren eine FSK 16 Version (etwa 76 Minuten Laufzeit) und ein FSK 18 Version (etwa 85 Minuten Laufzeit). Uncut beträgt die Laufzeit etwa 100 Minuten (vgl. ATV+ / ORF 1).
Internationale Freigaben (unzensierte Version):
- USA / Kanada: R (Nachtrag: Dies ist leider falsch, sowohl  die DVD von Buena Vista als auch das Video und die Laserdisc von Dimension Home Video sind nur R-Rated, ungekürzt ist allerdings nur die ungeprüfte Fassung (Not-Rated/Unrated), diese ist um 14 Sekunden länger (im PAL Standard))
- Finnland: ab 16 (Nachtrag: unrated)
- Island: ab 18
- Norwegen: ab 18
- Großbritannien: ab 15 (Nachtrag: unrated)
- Niederlande: ab 12 (Nachtrag: unrated)
- Der österreichische Sender ORF 1 sendete den Film 2002 fast ungekürzt.
- Der österreichische Sender ATVplus sendete den Film 2005 und 2006 fast ungekürzt